# Zátoka Hakata

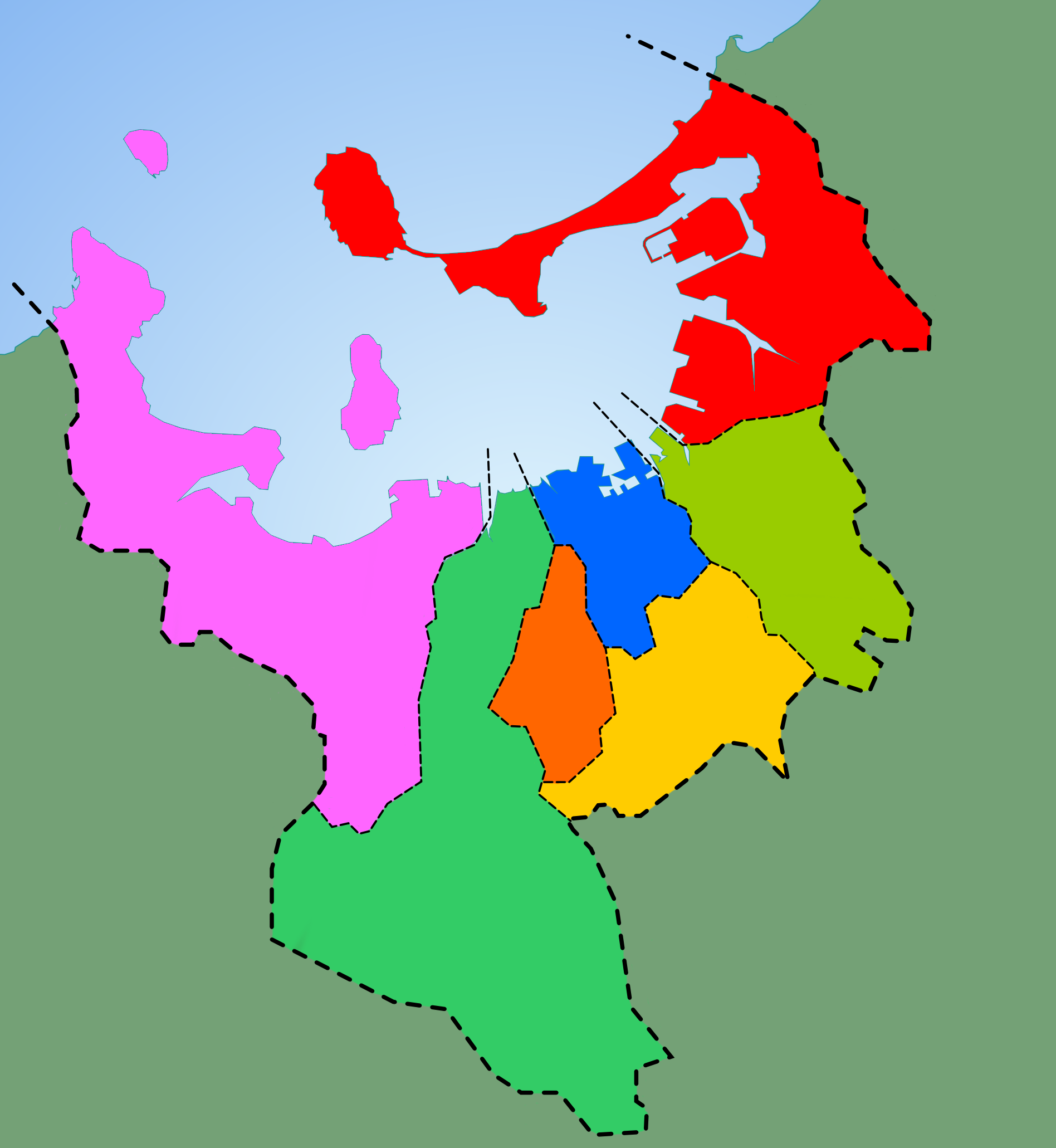
Město Fukuoka, jež obklopuje zátoku Hakata (světle modrá). Barevné oblasti představují různé městské části.

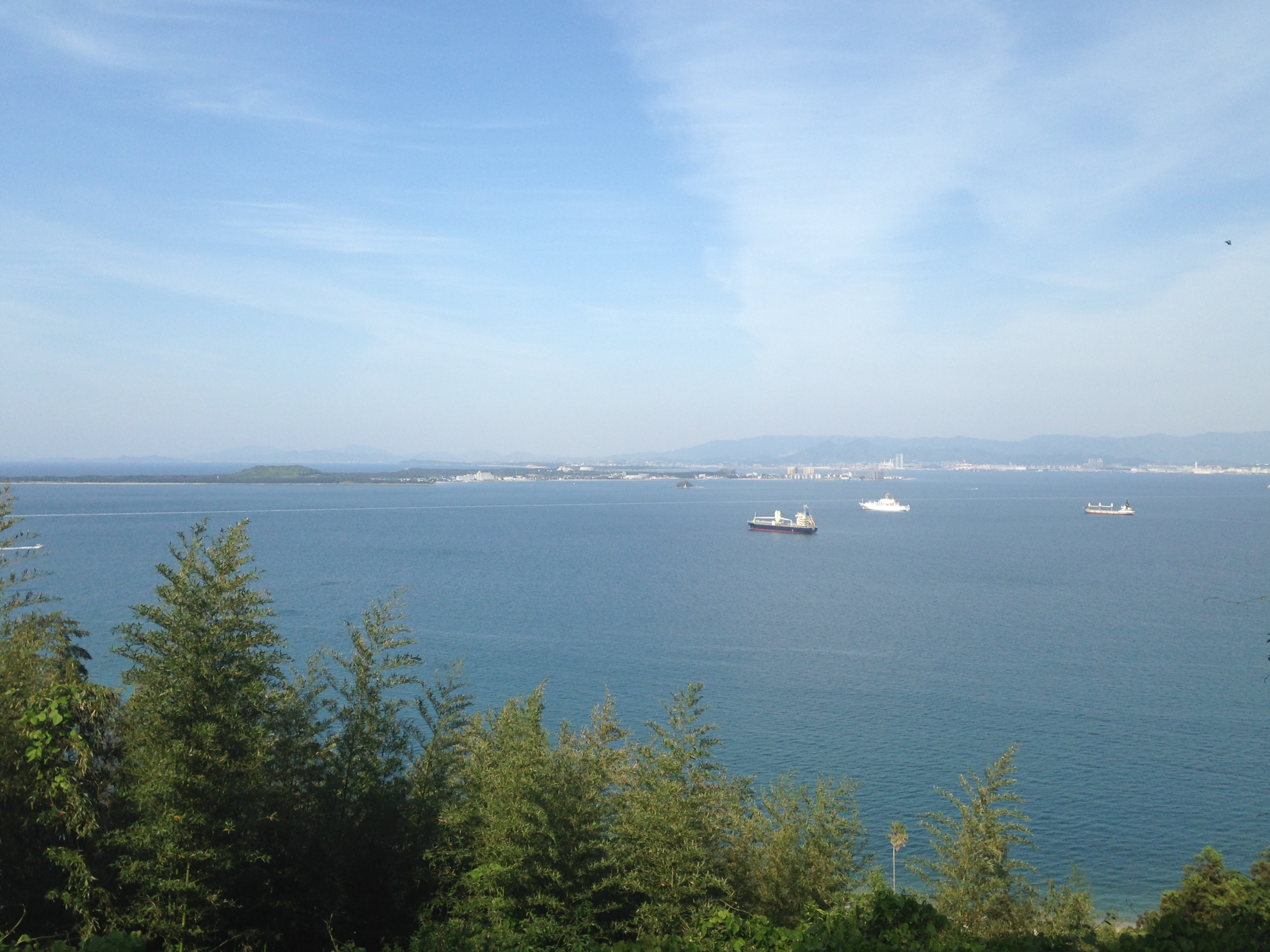
Zátoka Hakata z ostrova Noko. Pevnina vlevo je násep Uminonakamiči spojující ostrovy Kjúšú a Šikanošima.

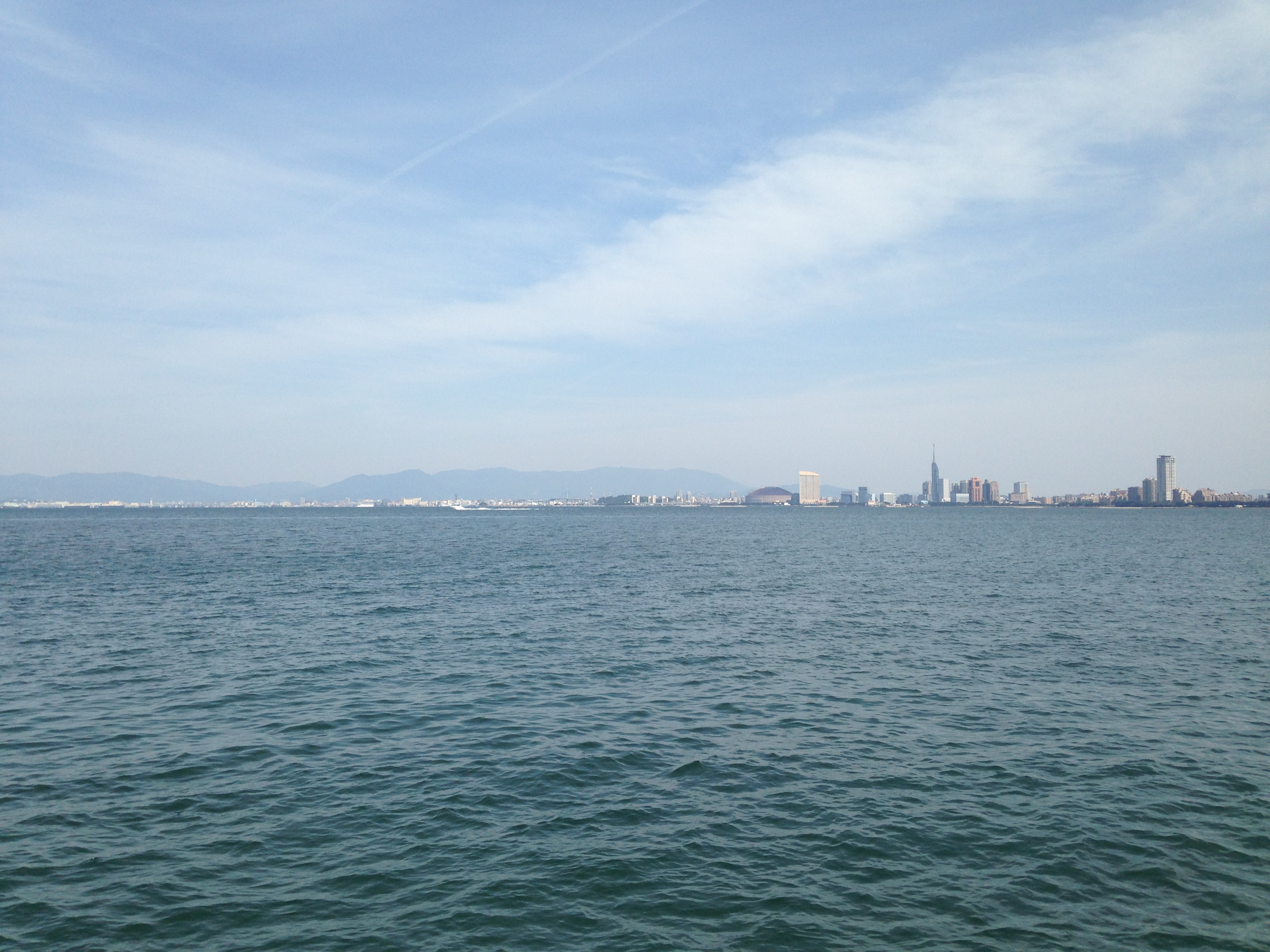
Zátoka Hakata a centrum Fukuoky z ostrova Noko

Zátoka Hakata (japonsky 博多湾, Hakata-wan) je zátoka v severozápadní části města Fukuoka na ostrově Kjúšú v Japonsku. Nachází se proti Cušimskému průlivu. Přestože její části byly v rámci rozšiřování města Fukuoky vysušeny, nabízí zátoka kromě přístavu rovněž pláže. Zátoka Hakata je místem, kde se při mongolských invazích do Japonska v letech 1274 a 1281 vylodilo Kublajchánovo loďstvo. Obě invaze bývají též označovány jako „První a Druhá bitva v zátoce Hakata“.

## Geografie
Zátoka je na severu vymezena náspem Uminonakamiči (海の中道) a ostrovem Šika (Šikanošima), který je jím spojen s ostrovem Kjúšú, ostrovem Genkai (Genkaidžima) na severozápadě a poloostrovem Itošima na západě. Při zátoce se rozkládá pět městských částí Fukuoky, proto bývá zátoka Hakata na mapách někdy označována jako Fukuocká zátoka. Objevuje se i dělení na zátoky Hakata, Fukuoka a Imazu. Pro zjednodušení se však pro všechny tři běžně používá souhrnný název zátoka Hakata.
Zátoka Hakata měří od severu k jihu asi 10 km a od západu k východu asi 20 km a rozkládá se na ploše zhruba 133 km2. Její pobřeží je 128 km dlouhé. Ústí zátoky je jen 7,7 km široké, což ji do značné míry chrání před vlnami z Cušimského průlivu. Průměrná hloubka zátoky je jen 10 m, v nejhlubším místě je 23 m hluboká. Jelikož rozdíl mezi přílivem a odlivem činí 2 m, jsou pro lodě vymezeny pevně stanovené trasy, aby nedošlo k poškození jejich trupů.
S vysoušením zátoky se začalo již před obdobím Meidži a pokračovalo až do poválečného období. Od roku 1945 bylo tímto způsobem získáno 1167 km2 půdy, což posloužilo především k zajištění a vylepšení správného fungování přístavu. V roce 1994 bylo zahájeno budování umělého ostrova, který dostal jméno Ostrovní město (japonsky アイランドシティ, Airandošiti).
Velká část zdejší oblasti je zahrnuta do chráněného území Genkai a ochránci přírody se snaží o zachování přirozeného životního prostředí jak v zátoce, tak na jejích ostrovech. Převážná část pobřeží si sice zachovala přírodní charakter, nicméně některé části, zejména v samotném přístavu a jeho okolí, jsou umělé a zastavěné. Pobřeží zálivu bylo oficiálně označeno za přírodní divočinu a přírodní park.

### Ostrovy

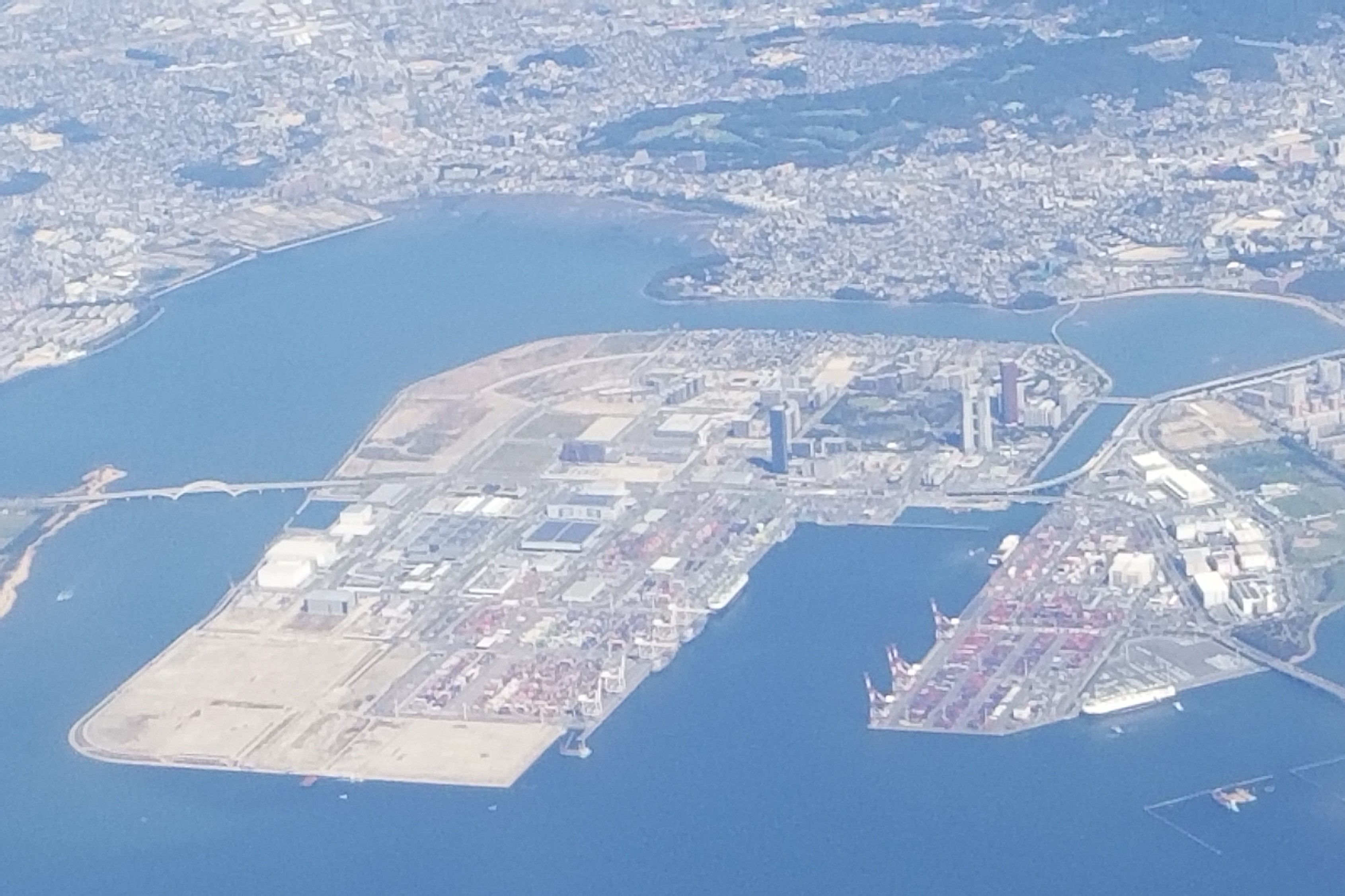
Letecký pohled na Ostrovní město

V zátoce nebo v jejím okolí se nachází řada malých ostrůvků.
- Hašima (端島 – ostrov Ha)
- Ostrovní město (アイランドシティ, anglicky Island City) – umělý ostrov
- Mišima (御島 – ostrov Mi)
- Nokonošima (能古島 – ostrov Noko)
- Šikanošima (志賀島) – ostrov Šika)
- Ugušima (鵜来島) – ostrov Ugu)
- Hódžima (宝島) – ostrov Hó)

## Historie

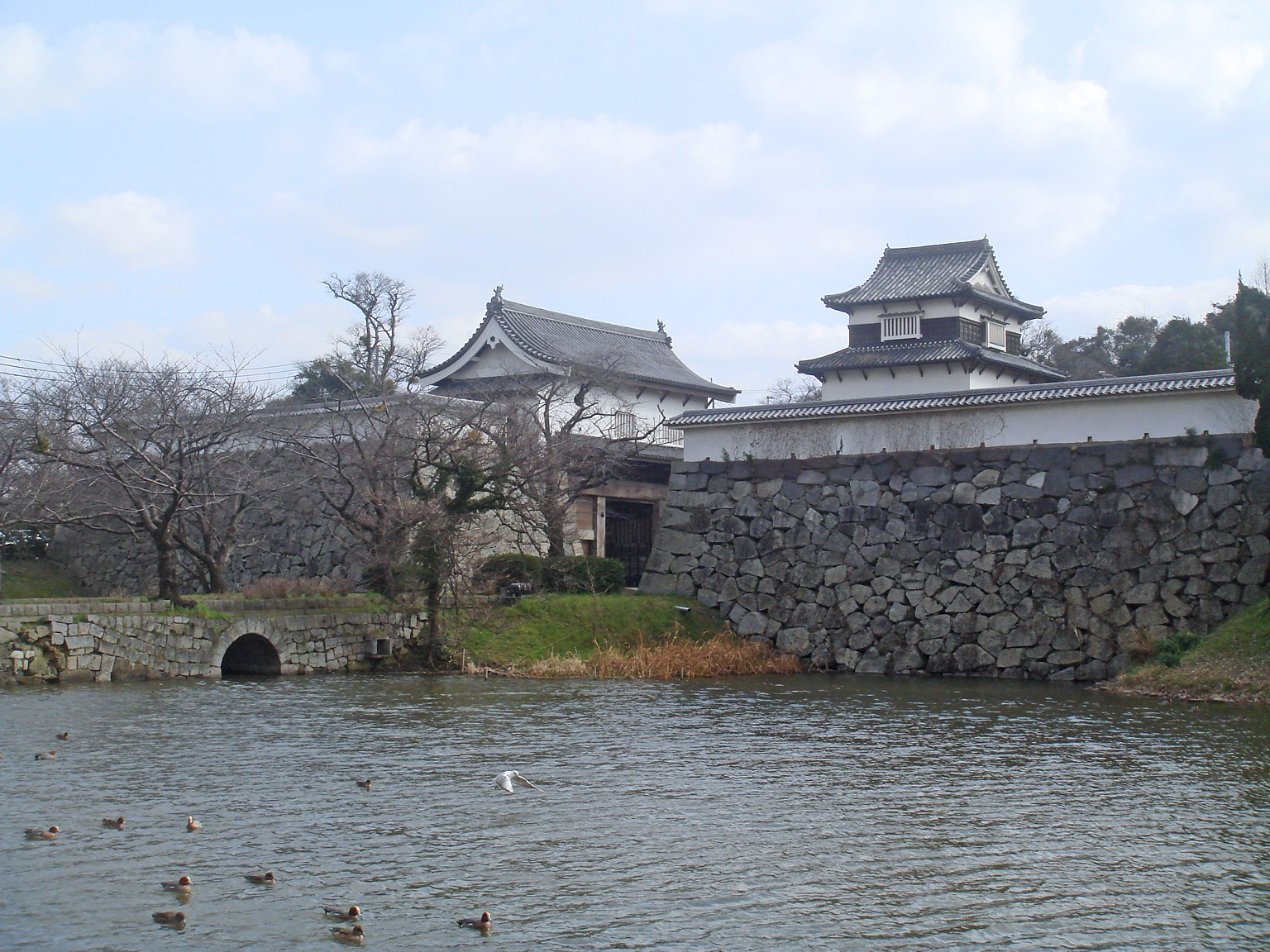
Hlavní brána hradu Fukuoka

Osídlení zátoky a jejího okolí bylo významné již ve 3. století a v období Kofun. Hakatou prošla nebo zde žila celá řada významných historických postav a došlo zde k mnoha důležitým událostem. V zátoce po mnoho staletí fungoval důležitý přístav, na návrší Fukusaki v centru Fukuoky se nacházejí pozůstatky hradu Fukuoka.
Říše Chan uznala zdejší oblast již asi v roce 57. Císař Kuang-wu-ti prý místním vůdcům udělil Zlatou pečeť, čímž uznal (nebo udělil) jejich zákonné právo na vládu nad oblastí, jež se tehdy nazývala Nakoku (奴国, Země Na nebo provincie Na). Vyslanci z čínské říše Wej sem dorazili ve 3. století. Podle nejstarších japonských kronik Kodžiki a Nihonšoki prý právě odtud zahájila japonská císařovna Džingu Kógó invazi do Koreje. Do 7. století byla Hakata výchozím přístavem pro vysílání a přijímání oficiálních poselství do a z čínské říše Tchang.
Po porážce říše Jamato (Japonsko) a korejského království Pekče v bitvě na řece Pekkan v roce 663 vyvstaly v Japonsku obavy z invaze spojených armád říše Tchang a korejského království Silla a oblasti kolem zátoky byly opevněny. Tomuto období odpovídá první zmínka o této oblasti (pod názvem Čikuši) v kronice Nihonšoki.
Japonský buddhistický mnich, učenec, básník a zakladatel buddhistické školy Šingon Kúkai (774–835) cestoval v roce 804 z přístavu Hakata do Číny. Poté co se roku 806 z této cesty vrátil, založil v místě dnešní čtvrti Hakata-ku chrám školy Šingon Tóčódži. Učenec, básník a politik období Heian Mičizane Sugawara (845–903), který sloužil jako velvyslanec v Číně a zastával řadu dalších vysokých postů u dvora v Kjótu, byl v roce 901 degradován na post v Hakatě. Dvořan Sumitomo Fudžiwara, který se v roce 939 postavil proti povstání Masakada Tairy, uprchl o dva roky později do Hakaty, kde byl zajat a zabit.
Jako nejbližší velká japonská zátoka a přístav k asijské pevnině hrála Hakata po většinu času hlavní roli v diplomatických a obchodních vztazích s Koreou a Čínou. To z ní však také činilo klíčové místo útoku při pokusech o invazi na japonské ostrovy. Při přepadení severního Kjúšú džürčenskými piráty v roce 1019 (invaze Toi, 刀伊の入寇) se Džürčeni zmocnili několika blízkých ostrovů a používali je jako základny, z nichž podnikali svoje útoky na Hakatu.
V roce 1268 dorazili do Hakaty poprvé mongolští vyslanci, načež byly v očekávání mongolské invaze do Japonska zmobilizovány všechny samurajské armády na Kjúšú. K první mongolské invazi do Japonska pak došlo o šest let později, v roce 1274, kdy se Kublajchánova armáda zmocnila ostrovů Cušima a Iki, načež se 19. listopadu vylodila na pobřeží zátoky Hakata. Japoncům se nakonec podařilo útočníky odrazit a v následujících letech provedli v zátoce rozsáhlé opevňovací práce. Druhá Kublajchánova invaze do Japonska se udála v roce 1281 a byla rovněž odražena. V japonštině se tyto invaze označují jako bitva Bun'ei a bitva Kóan, v jiných jazycích se o nich často hovoří jako o „První a Druhé bitvě v zátoce Hakata“.
V dubnu 1336 se u Hakaty uskutečnila bitva u Tatarahamy, v níž šógun Takaudži Ašikaga porazil vojsko rodu Kikuči vedené Taketošim Kikučim. Rod Kikuči byl spojencem císaře Go-Daiga. Vítězný šógun Ašikaga se tak prakticky stal pánem ostrova Kjúšú.
Kazatel, misionář a spoluzakladatel Tovaryšstva Ježíšova svatý František Xaverský procházel roku 1550 Hakatou na své cestě do hlavního města Heian-kjó (Kjóto).
V průběhu období Edo (1603–1868) sloužil hakatský přístav pouze pro domácí obchod, protože mezinárodní obchod nebo cestování byly Tokugawským šógunátem v rámci politiky izolace Japonska zakázány. Výjimku měly jen určené přístavy. Hakata se mezinárodnímu obchodu opětovně otevřela až v roce 1899. Po skončení 2. světové války byla jedním z hlavních přístavů, jímž procházeli repatriovaní japonští vojáci a civilní obyvatelé kolonií. Hakata zůstala důležitým přístavem po celé poválečné období a tuto funkci plní dodnes.